# Tratado Remón-Eisenhower
El Tratado Remón-Eisenhower fue un acuerdo firmado el 25 de enero de 1955, poco más de veinte días después del asesinato del presidente José Antonio Remón Cantera, entre el ministro de Relaciones Exteriores de Panamá Octavio Fábregas y el embajador de los Estados Unidos Salden Chapín.
Estados Unidos y Panamá firmaron el Tratado de Mutuo Entendimiento y Cooperación con el documento adicional denominado Memorándum de Entendimientos Acordados, más conocido como Tratado Remón-Eisenhower.

## Contenido del tratado
- Por el mismo se aumentó la anualidad del Canal a 1,930,000 dólares.
- Se estableció que los comisariatos ya no abastecerían a las naves en tránsito; que sólo los norteamericanos residentes en la Zona del Canal de Panamá podrían comprar en dichos establecimientos comerciales.
- Los ciudadanos panameños que residieran en la Zona del Canal debían pagar impuesto sobre la renta a la República de Panamá.
- Se le entregarían terrenos y edificios a Panamá, así como las tierras de Paitilla y la estación del Ferrocarril.
- En el aspecto social se asumía el compromiso de establecer condiciones laborales igualitarias en la Zona del Canal. A cambio, los Estados Unidos recibió autorización para realizar maniobras militares en Río Hato durante 15 años, lo que encajaba perfectamente con la política de la Guerra Fría, sin olvidar que el control de este sitio había sido una vieja aspiración de Washington. Así mismo se estipuló la reducción del 75 % del derecho de importación de licores que se compraban en Panamá con destino a la Zona del Canal.